# Колесо Аристотеля

Парадокс «колесо Аристотеля»

«Колесо Аристотеля» — физико-математический парадокс, описанный в книге «Механика», которая считается трудом Аристотеля (IV век до н. э.). Рассмотрим два соединённых колеса, одно внутри другого, с общим центром (см. рисунок). Когда внешнее колесо движется без скольжения по плоскости и описывает полный оборот, его путь равен длине его окружности. При этом путь внутреннего колеса точно такой же, из чего можно сделать ошибочный вывод, что их окружности (а, следовательно, и диаметры) равны.
Этот парадокс обсуждали многие выдающиеся физики и математики, в том числе Галилей, Декарт и Ферма. Первым правильный анализ дал Жан-Жак Дорту де Меран в 1715 году. Ошибка заключается в предположении, что внутреннее колесо, подобно внешнему, движется без скольжения.